# Andromaco il Giovane
Andromaco detto il Giovane (in greco Ἀνδρόμαχος; fl. I secolo) è stato un medico greco antico, vissuto nel I secolo d.C..
Figlio di Andromaco il Vecchio, come il padre fu medico di Nerone (54-68 d.C.). 
Nulla è noto della sua vita ma si ritiene sia autore di un'opera sulla farmacia in tre libri, citata con frequenza da Galeno, della quale rimangono però solo pochi frammenti.